# Chowra
Chowra (nicobarisch: Sanenyo) ist eine indische Insel. Sie gehört zu den Nikobaren im Indischen Ozean.
Sie liegt nördlich der Nachbarinsel Teressa. Nach der indischen Volkszählung im Jahr 2001 lebten 1336 Menschen auf der Insel, die Dörfer (vor dem Tsunami) waren: Tahaila, Rainion, Kuitasuk, Alhiat und Chongkamong; alle liegen auf der Ostseite der Insel. Hauptort (principal village) ist Tahaila (Sānēnya) an der Nordostküste. Die Insel hat eine Fläche von 8,28 km². Sie ist flach, nur im Süden erhebt sich ein sehr steiler Felsen bis 104,5 Meter Höhe.
Die Bewohner der Insel wurden auf den Nachbarinseln als Priester geachtet. Sie waren Schreiner und Töpfer und stellten Kanus und irdene Töpfe her. Sie bildeten fünf Clans mit einem Anführer. Ein Korallenriff schützt die Insel, aber sie verfügt über keine Trinkwasserquelle.
Einmal im Jahr wird, mit dem Einsetzen des Monsuns, das „Schweinefest“ (Panuohonot) und im Mai das „Hühnerfest“ (Kancheuollo) gefeiert.
In den großen Flutwellen des Tsunamis als Folge des schweren Seebebens im Indischen Ozean 2004 wurde Chowra schwer verwüstet.